# Personne n'est parfait(e)
Pour les articles homonymes, voir Personne n'est parfait.
Ne doit pas être confondu avec Personne n'est parfaite.
Pour plus de détails, voir Fiche technique et Distribution.
Personne n'est parfait(e) ou L'Impeccable (Flawless) est un film américain écrit et réalisé par Joel Schumacher et sorti en 1999.
Le film reçoit des critiques globalement négatives, même si la plupart des journalistes plébisicitent les performances de Robert De Niro et Philip Seymour Hoffman. Le film est cependant un échec au box-office.

## Synopsis
Walt Koontz, un ancien militaire décoré à plusieurs reprises devenu héros local de la police de New York est maintenant retraité. Veuf, toujours tiré à quatre épingles, il fréquente un club de danse où il trouve à la fois une vie sociale et amoureuse.  Fortement conservateur et fier de l'être, plutôt opposé à l'homosexualité, il est aux antipodes de son voisin Rusty, un jeune artiste travesti très excentrique, qui vit dans le milieu homosexuel et drag-queen. Une nuit, alors que Walt tente d'intervenir dans une bagarre dans son immeuble, il est victime d'un AVC. Il en ressort paralysé du côté droit et se retrouve quasiment incapable de parler et de marcher. Son ego d'homme et d'ancien soldat en prend un coup et il cesse toute vie sociale, végétant dans son appartement. Son médecin lui propose alors de la rééducation (physiothérapie) et lui recommande des cours de chant pour réapprendre à parler. Son voisin Rusty va alors lui servir de professeur.

## Fiche technique
Sauf indication contraire, les informations mentionnées dans cette section peuvent être confirmées par la base de données cinématographiques IMDb,  présente dans la section « Liens externes ».
- Titre français : Personne n'est parfait(e)
- Titre québécois : L'impeccable
- Titre original : Flawless
- Réalisation et scénario : Joel Schumacher
- Musique : Bruce Roberts
- Photographie : Declan Quinn
- Montage : Mark Stevens
- Production : Caroline Baron, Neil A. Machlis, Eli Richbourg, Jane Rosenthal, Amy Sayres, Joel Schumacher et Robert De Niro
- Société de production : Tribeca Productions
- Sociétés de distribution : Metro-Goldwyn-Mayer (États-Unis), BAC Films (France)
- Pays de production :  États-Unis
- Format : Couleurs
- Genre : comédie dramatique
- Durée : 112 minutes
- Dates de sortie[1] :
  - États-Unis : 24 novembre 1999
  - France : 15 mars 2000

## Distribution
- Robert De Niro (VF : Jacques Frantz) : Walter Koontz
- Philip Seymour Hoffman (VF : Arnaud Bedouët) : Rusty
- Barry Miller : Leonard Wilcox
- Chris Bauer (VF : Boris Rehlinger) : Jacko
- Skipp Sudduth : Tommy
- Wilson Jermaine Heredia : Cha-Cha
- Nashom Benjamin (VF : Dominik Bernard) : Amazing Grace
- Scott Allen Cooper : Ivana
- Rory Cochrane : Pogo
- Daphne Rubin-Vega (VF : Barbara Kelsch) : Tia
- Kyle Rivers (VF : Frantz Confiac) : LeShaun
- Vincent Laresca : Raymond Camacho
- Karina Arroyave : Amber
- Mark Margolis : Vinnie
- John Enos III : Sonny
- Madhur Jaffrey (VF : Frédérique Cantrel) : Dr. Nirmala

## Production
Après des blockbusters et films d'action, Joel Schumacher développe ici un film plus personnel, inspiré de sa propre vie et d'un ami ayant subi plusieurs AVC et perdu le langage. Le cinéaste n'avait plus écrit de scénario depuis St. Elmo's Fire (1985).
Après avoir lu le scénario, Robert De Niro est très emballé et demande d'emblée « Quand commence-t-on à tourner ? ». L'acteur participe par ailleurs à la production du film avec son associée Jane Rosenthal via la société Tribeca Productions. Robert De Niro s'est ensuite préparé en côtoyant des malades au Rusk Institute of Rehabilitation Medicine de Manhattan. Pour le rôle de Rusty, le réalisateur déclare que Philip Seymour Hoffman était son premier et unique choix : « Lorsque nous avons décidé de chercher un acteur, Philip a été mon seul choix. Il a tout de suite compris la philosophie du personnage convaincu qu'il est une femme prisonnière d'un corps qui ne lui va pas. »
Le tournage a lieu à New York, notamment dans le Bronx, Manhattan (Hell's Kitchen) et Brooklyn.

## Bande originale
La musique du film est composée par Bruce Roberts. Jellybean Recordings publie l'album de la bande originale Flawless: Music From & Inspired By The MGM Motion Picture. En plus des compositions originales de Bruce Roberts, l'album contient quelques chansons inédites, notamment le single Planet Love de la chanteuse et militante LGBT Taylor Dayne.
Liste des titres
1. Planet Love – Taylor Dayne
2. Half-Breed – Cher
3. Lady Marmalade (version live) – Patti LaBelle
4. When the Money's Gone – Bruce Roberts
5. G.A.Y. – Geri Halliwell
6. When Will You Learn – Boy George
7. La Chica Marita – Marcus Schenkenberg
8. Turn Me Over – Wonderbox
9. Lady Marmalade – All Saints
10. Sidewalk Talk – John "Jellybean" Benitez (reprise de Madonna)
11. Can't Stop Love – Soul Solution
12. Give It to Me – Drama Kidz
13. The Name Game – Shirley Ellis
14. Whenever You Fall – Taylor Dayne
15. The Neighborhood – Bruce Roberts
16. Tia's Tango – Bruce Roberts
17. Luciano – Bruce Roberts

## Accueil
Le film reçoit des critiques mitigées. Sur l'agrégateur américain Rotten Tomatoes, il récolte 40% d'opinions favorables pour 55 critiques et une note moyenne de 5,3⁄10. Le consensus du site est « Les performances sans défauts [Flawless en anglais] de Robert De Niro et Philip Seymour Hoffman sont à la hauteur du titre de cette comédie dramatique. Malheureusement, ils sont dépassés par l'image erronée qui les entoure ». Sur Metacritic, le film obtient une note moyenne de 50⁄100 pour 33 critiques.
Philip Seymour Hoffman est globalement plébiscité par les critiques pour sa performance et notamment son habileté à éviter les clichés d'un rôle si délicat. Emily VanDerWerff, critique transgenre, loue sa performance : « Le travail de Hoffman est calme, émouvant et humaniste, et il donne au film un noyau que [Joel] Schumacher ne tient pas sur la distance. Peu importe, c'est un autre film à voir presque entièrement pour le travail titanesque que fait Hoffman. » Roger Ebert loue aussi les qualités de Philip Seymour Hoffman dans lequel il voit « l'un des meilleurs nouveaux acteurs [...] capable de jouer un rôle flamboyant et d'y trouver les détails discrets ».
En France, le film obtient une note moyenne de 2,5⁄5 sur le site AlloCiné, qui recense 17 titres de presse.
Côté box-office, le film est un échec. Il ne récolte que 4 488 529 $ sur le sol américain. En France, le film n'attire que 158 558 spectateurs en salles.

## Distinctions
Source : Internet Movie Database

### Récompenses
- San Diego Film Critics Society Awards 1999 : meilleur acteur dans un second rôle pour Philip Seymour Hoffman
- Satellite Awards 2000 : meilleur acteur dans un film musical ou une comédie pour Philip Seymour Hoffman
- Verona Love Screens Film Festival 2000 : meilleur acteur pour Philip Seymour Hoffman (ex æquo avec Gérard Depardieu pour Un pont entre deux rives)

### Nominations
- The Stinkers Bad Movie Awards 1999 : pire sens de la réalisation pour Joel Schumacher (« stoppez-le avant qu'il réalise encore ! ») - également pour 8 millimètres
- Screen Actors Guild Awards 2000 : meilleur acteur pour Philip Seymour Hoffman
- GLAAD Media Awards 2000 : meilleur film à grande diffusion
- London Film Critics Circle Awards 2001 : acteur de l'année pour Philip Seymour Hoffman (également pour Presque célèbre)